# Pogoń Zduńska Wola
Pogoń Zduńska Wola – klub sportowy ze Zduńskiej Woli. Prowadzi m.in. sekcje piłki nożnej i lekkoatletyki.

## Historia klubu
Pogoń powstała w 1945 z połączenia Włókniarza Zduńska Wola i Stali Zduńska Wola. Upadający, zadłużony klub połączył się w 2005 roku z Ekologiem Wojsławice tworząc Pogoń-Ekolog Zduńską Wolę. W roku 2012 nazwa klubu została zmieniona na Miejsko Gminny Uczniowski Klub Sportowy Pogoń Zduńska Wola.
Obecny MGUKS "Pogoń Zduńska Wola" nawiązuje tradycją do Pogoni Zduńska Wola i Ekologa Wojsławice.

## Sukcesy
- Występy na III poziomie rozgrywek: 13 (1966, 1977–1980, 1983-1984, 1989, 1995–1998, 2004)[1].

## Sezony w XXI wieku
| sezon   | liga                       | poziom | miejsce | uwagi                     |
| ------- | -------------------------- | ------ | ------- | ------------------------- |
| 2000/01 | IV liga łódzka             | IV     | 6/20    |                           |
| 2001/02 | IV liga łódzka             | IV     | 4/18    |                           |
| 2002/03 | IV liga łódzka             | IV     | 1/18    |                           |
| 2003/04 | III liga grupa I           | III    | 16/16   |                           |
| 2004/05 | IV liga łódzka             | IV     | 18/18   |                           |
| 2005/06 | IV liga łódzka             | IV     | 6/18    | jako Pogoń-Ekolog         |
| 2006/07 | IV liga łódzka             | IV     | 10/20   | jako Pogoń-Ekolog         |
| 2007/08 | IV liga łódzka             | IV     | 10/18   | jako Pogoń-Ekolog         |
| 2008/09 | IV liga łódzka             | V      | 2/18    | jako Pogoń-Ekolog         |
| 2009/10 | III liga łódzko-mazowiecka | IV     | 15/16   | jako Pogoń-Ekolog         |
| 2010/11 | IV liga łódzka             | V      | 9/18    | jako Pogoń-Ekolog         |
| 2011/12 | IV liga łódzka             | V      | 17/18   | jako Pogoń-Ekolog         |
| 2012/13 | IV liga łódzka             | V      | 14/18   |                           |
| 2013/14 | IV liga łódzka             | V      | 17/20   |                           |
| 2014/15 | —                          | —      | —       | brak zespołu seniorskiego |
| 2015/16 | Klasa A Sieradz II         | VII    | 1/17    |                           |
| 2016/17 | Klasa okręgowa Sieradz     | VI     | 9/16    |                           |
| 2017/18 | Klasa okręgowa Sieradz     | VI     | 1/16    |                           |
| 2018/19 | IV liga łódzka             | V      | 13/17   |                           |
| 2019/20 | IV liga łódzka             | V      | 6/18    |                           |
| 2020/21 | IV liga łódzka             | V      | 12/20   |                           |
| 2021/22 | IV liga łódzka             | V      | 11/18   |                           |
| 2022/23 | IV liga łódzka             | V      | 18/20   |                           |
| 2023/24 | Klasa okręgowa Sieradz     | VI     | 11/16   |                           |
| 2024/25 | Klasa okręgowa Sieradz     | VI     | 2/16    |                           |

## Sportowcy związani z klubem
- Adrian Budka – piłkarz Widzewa Łódź, Pogoni Szczecin, reprezentant Polski
- Paweł Kaczorowski – piłkarz, wychowanek klubu, reprezentant Polski
- Michał Stasiak – piłkarz, reprezentant Polski, grał m.in. w Widzewie Łódź, Amice Wronki, Groclinie Grodzisk Wlkp, Zagłębiu Lubin, Flocie Świnoujście, Miedzi Legnica,
- Łukasz Masłowski – piłkarz, grał m.in. w Widzewie Łódź, ŁKS Łódź, Wiśle Płock
- Marek Zalewski – sprinter, wielokrotny mistrz Polski[3]
- Mariusz Stępiński – piłkarz, reprezentant Polski, grał m.in. w Widzewie Łódź i 1.FC Nürnberg, Wisle Kraków, Ruchu Chorzów, FC Nantes oraz Aris Limassol. Brązowy medalista Mistrzostw Europy U-17 2012. Uczestnik Mistrzostw Europy 2016.
- Rafał Augustyniak – piłkarz, grał m.in. w Widzewie Łódź, Pogoni Siedlce oraz Jagiellonii Białystok, reprezentant Polski